# Panamerikanische Spiele 1987/Leichtathletik
Bei den Panamerikanischen Spielen 1987 in Indianapolis (Vereinigte Staaten) wurden in der Leichtathletik 43 Wettbewerbe ausgetragen, davon 24 für Männer und 19 für Frauen.

## Männer

### 100-Meter-Lauf
| Platz | Athlet           | Land | Zeit (s) |
| ----- | ---------------- | ---- | -------- |
| 1     | Lee McRae        | USA  | 10,26    |
| 2     | Raymond Stewart  | JAM  | 10,27    |
| 3     | Juan Núñez       | DOM  | 10,44    |
| 4     | Leandro Peñalver | CUB  | 10,53    |
| 5     | Andrés Simón     | CUB  | 10,55    |
| 6     | Andrew Smith     | JAM  | 10,62    |
| 7     | Greg Barnes      | ISV  | 10,63    |

Wind: -3,4 m/s

### 200-Meter-Lauf
| Platz | Athlet           | Land | Zeit (s) |
| ----- | ---------------- | ---- | -------- |
| 1     | Floyd Heard      | USA  | 20,25    |
| 2     | Robson da Silva  | BRA  | 20,49    |
| 3     | Wallace Spearmon | USA  | 20,53    |
| 4     | Leandro Peñalver | CUB  | 20,73    |
| 5     | Clive Wright     | JAM  | 20,73    |
| 6     | Arnaldo da Silva | BRA  | 20,81    |
| 7     | Félix Stevens    | CUB  | 21,11    |
| 8     | John Mair        | JAM  | 21,22    |

Wind: 1,3 m/s

### 400-Meter-Lauf
| Platz | Athlet            | Land | Zeit (s) |
| ----- | ----------------- | ---- | -------- |
| 1     | Raymond Pierre    | USA  | 44,60    |
| 2     | Bert Cameron      | JAM  | 44,72    |
| 3     | Roberto Hernández | CUB  | 45,13    |
| 4     | Héctor Daley      | PAN  | 45,53    |
| 5     | Ian Morris        | TRI  | 45,56    |
| 6     | Elvis Forde       | BAR  | 45,56    |
| 7     | Lázaro Martínez   | CUB  | 45,57    |
| 8     | Berris Long       | JAM  | 46,25    |

### 800-Meter-Lauf
| Platz | Athlet             | Land | Zeit (min) |
| ----- | ------------------ | ---- | ---------- |
| 1     | Johnny Gray        | USA  | 1:46,79    |
| 2     | José Luíz Barbosa  | BRA  | 1:47,37    |
| 3     | Stanley Redwine    | USA  | 1:47,73    |
| 4     | William Wuycke     | VEN  | 1:48,34    |
| 5     | Pablo Squella      | CHI  | 1:48,39    |
| 6     | Mauricio Hernández | MEX  | 1:48,96    |
| 7     | Paul Osland        | CAN  | 1:48,99    |
| 8     | Manuel Balmaceda   | CHI  | 1:51,77    |

### 1500-Meter-Lauf
| Platz | Athlet            | Land | Zeit (min) |
| ----- | ----------------- | ---- | ---------- |
| 1     | Joaquim Cruz      | BRA  | 3:47,34    |
| 2     | Jim Spivey        | USA  | 3:47,46    |
| 3     | Steve Scott       | USA  | 3:47,76    |
| 4     | David Campbell    | CAN  | 3:48,77    |
| 5     | Dave Reid         | CAN  | 3:49,25    |
| 6     | Mauricio González | MEX  | 3:50,01    |
| 7     | Michael Watson    | BER  | 3:51,55    |
| 8     | Rafael Martínez   | MEX  | 3:52,15    |

### 5000-Meter-Lauf
| Platz | Athlet               | Land | Zeit (min) |
| ----- | -------------------- | ---- | ---------- |
| 1     | Arturo Barrios       | MEX  | 13:31,40   |
| 2     | Adauto Domingues     | BRA  | 13:46,41   |
| 3     | Omar Aguilar         | CHI  | 13:47,86   |
| 4     | Carey Nelson         | CAN  | 13:53,61   |
| 5     | Marcelo Cascabelo    | ARG  | 13:56,91   |
| 6     | Antonio Fabián Silio | ARG  | 14:13,44   |
| 7     | Marcos Barreto       | MEX  | 14:15,57   |
| 8     | Carlos Quiñones      | PUR  | 14:16,13   |

### 10.000-Meter-Lauf
| Platz | Athlet            | Land | Zeit (min) |
| ----- | ----------------- | ---- | ---------- |
| 1     | Bruce Bickford    | USA  | 28:20,37   |
| 2     | Rolando Vera      | ECU  | 28:22,56   |
| 3     | Paul McCloy       | CAN  | 28:38,07   |
| 4     | Omar Aguilar      | CHI  | 29:06,48   |
| 5     | Domingo Tibaduiza | COL  | 29:34,21   |
| 6     | José Luis Chuela  | MEX  | 29:36,14   |
| 7     | Hugo Allan García | GUA  | 29:36,43   |
| 8     | Roger Soler       | PER  | 29:50,21   |

### Marathon
| Platz | Athlet            | Land | Zeit (h) |
| ----- | ----------------- | ---- | -------- |
| 1     | Ivo Rodrigues     | BRA  | 2:20:13  |
| 2     | Ronald Lanzoni    | CRC  | 2:20:39  |
| 3     | Jorge González    | PUR  | 2:21:14  |
| 4     | Steve Benson      | USA  | 2:23:52  |
| 5     | Joel Hernández    | MEX  | 2:24:26  |
| 6     | Dieudonné LaMothe | HAI  | 2:2&:16  |
| 7     | Víctor Mora       | COL  | 2:33:11  |
| 8     | José Jami         | ECU  | 2:35:02  |

### 20 km Gehen
| Platz | Athlet             | Land | Zeit (h) |
| ----- | ------------------ | ---- | -------- |
| 1     | Carlos Mercenario  | MEX  | 1:24:50  |
| 2     | Tim Lewis          | USA  | 1:25:50  |
| 3     | Querubín Moreno    | COL  | 1:27:08  |
| 4     | Carlos Ramones     | VEN  | 1:29:36  |
| 5     | Carl Schueler      | USA  | 1:29:53  |
| 6     | Santiago Fonseca   | HON  | 1:30:48  |
| 7     | José Víctor Alonzo | GUA  | 1:31:19  |
| 8     | Paul Turpin        | CAN  | 1:33:58  |

### 50 km Gehen
| Platz | Athlet          | Land | Zeit (h) |
| ----- | --------------- | ---- | -------- |
| 1     | Martín Bermúdez | MEX  | 3:58:54  |
| 2     | Raúl González   | MEX  | 4:07:27  |
| 3     | Héctor Moreno   | COL  | 4:18:48  |
| 4     | Nelson Funes    | GUA  | 4:49:53  |

### 110-Meter-Hürdenlauf
| Platz | Athlet            | Land | Zeit (s) |
| ----- | ----------------- | ---- | -------- |
| 1     | Andrew Parker     | JAM  | 13,82    |
| 2     | Modesto Castillo  | DOM  | 13,96    |
| 3     | Ernesto Torres    | PUR  | 14,68    |
| 4     | George Biehl      | CHI  | 14,89    |
| 5     | Mauricio Carranza | ESA  | 15,72    |

Wind: 4,4 m/s

### 400-Meter-Hürdenlauf
| Platz | Athlet                | Land | Zeit (s) |
| ----- | --------------------- | ---- | -------- |
| 1     | Winthrop Graham       | JAM  | 48,49    |
| 2     | Kevin Young           | USA  | 48,74    |
| 3     | David Patrick         | USA  | 49,47    |
| 4     | John Graham           | CAN  | 49,51    |
| 5     | Pablo Squella         | CHI  | 50,17    |
| 6     | Antônio Dias Ferreira | BRA  | 50,20    |
| 7     | Randy Cox             | TRI  | 50,47    |
| 8     | Greg Rolle            | BAH  | 50,50    |

### 3000-Meter-Hindernislauf
| Platz | Athlet            | Land | Zeit (min) |
| ----- | ----------------- | ---- | ---------- |
| 1     | Adauto Domingues  | BRA  | 08:23,26   |
| 2     | Henry Marsh       | USA  | 08:23,77   |
| 3     | Brian Abshire     | USA  | 08:27,30   |
| 4     | Emilio Ulloa      | CHI  | 08:37,80   |
| 5     | Ricardo Vera      | URU  | 08:39,34   |
| 6     | Marcelo Cascabelo | ARG  | 08:41,76   |
| 7     | Juan Ramón Conde  | CUB  | 08:43,78   |
| 8     | Víctor Sánchez    | PAR  | 10:13,72   |

### 4-mal-100-Meter-Staffel
| Platz | Land                     | Athleten                                                   | Zeit (s) |
| ----- | ------------------------ | ---------------------------------------------------------- | -------- |
| 1     | Vereinigte Staaten       | Carl Lewis Lee McNeill Lee McRae Harvey Glance             | 38,41    |
| 2     | Kuba                     | Andrés Simón Leandro Peñalver Sergio Querol Ricardo Chacón | 38,86    |
| 3     | Jamaika                  | Raymond Stewart Andrew Smith Clive Wright John Mair        | 38,86    |
| 4     | Brasilien                |                                                            | 39,85    |
| 5     | Amerikan. Jungferninseln |                                                            | 40,51    |
| 6     | Dominikan. Republik      |                                                            | 40,53    |
| 7     | Belize                   |                                                            | 48,70    |

### 4-mal-400-Meter-Staffel
| Platz | Land                | Athleten                                                        | Zeit (min) |
| ----- | ------------------- | --------------------------------------------------------------- | ---------- |
| 1     | Vereinigte Staaten  | Raymond Pierre Kevin Robinzine Roddie Haley Mark Rowe           | 2:59,54    |
| 2     | Kuba                | Agustín Pavó Lázaro Martínez Roberto Hernández Leandro Peñalver | 2:59,72    |
| 3     | Jamaika             | Winthrop Graham Mark Senior Berris Long Devon Morris            | 3:03,57    |
| 4     | Brasilien           |                                                                 | 3:08,21    |
| 5     | Venezuela           |                                                                 | 3:08,63    |
| 6     | Antigua und Barbuda |                                                                 | 3:10,84    |
| 7     | Bermuda             |                                                                 | 3:11,30    |
| 8     | Mexiko              |                                                                 | 3:13,20    |

### Hochsprung
| Platz | Athlet            | Land | Höhe (m) |
| ----- | ----------------- | ---- | -------- |
| 1     | Javier Sotomayor  | CUB  | 2,32     |
| 2     | Troy Kemp         | BAH  | 2,28     |
| 3     | Jerome Carter     | USA  | 2,28     |
| 4     | Lee Balkin        | USA  | 2,24     |
| 5     | Clarence Saunders | BER  | 2,20     |
| 6     | Troy Glasgow      | BER  | 2,10     |

### Stabhochsprung
| Platz | Athlet             | Land | Höhe (m) |
| ----- | ------------------ | ---- | -------- |
| 1     | Mike Tully         | USA  | 5,71     |
| 2     | Rubén Camino       | CUB  | 5,50     |
| 3     | Scott Davis        | USA  | 5,30     |
| 4     | Oscar Veit         | ARG  | 4,90     |
| 5     | Miguel Saldarriaga | COL  | 4,70     |
| 6     | Fernando Pastoriza | ARG  | 4,60     |

### Weitsprung
| Platz | Athlet          | Land | Weite (m) |
| ----- | --------------- | ---- | --------- |
| 1     | Carl Lewis      | USA  | 8,75 w    |
| 2     | Larry Myricks   | USA  | 8,58 w    |
| 3     | Jaime Jefferson | CUB  | 8,51      |
| 4     | Lester Benjamin | ANT  | 8,01 w    |
| 5     | Carlos Casar    | MEX  | 7,76 w    |
| 6     | Olivier Cadier  | BRA  | 7,54 w    |
| 7     | Ian James       | CAN  | 7,52 w    |
| 8     | Ray Quiñones    | PUR  | 7,46 w    |

### Dreisprung
| Platz | Athlet               | Land | Weite (m) |
| ----- | -------------------- | ---- | --------- |
| 1     | Mike Conley          | USA  | 17,31 w   |
| 2     | Willie Banks         | USA  | 16,87 w   |
| 3     | Frank Rutherford     | BAH  | 16,68 w   |
| 4     | Edrick Floréal       | CAN  | 16,55 w   |
| 5     | Steve Hanna          | BAH  | 16,47     |
| 6     | Jorge Reyna          | CUB  | 16,36 w   |
| 7     | Francisco dos Santos | BRA  | 16,19 w   |
| 8     | Ernesto Torres       | PUR  | 15,87     |

### Kugelstoßen
| Platz | Athlet          | Land | Weite (m) |
| ----- | --------------- | ---- | --------- |
| 1     | Gert Weil       | CHI  | 20,21     |
| 2     | Gregg Tafralis  | USA  | 20,17     |
| 3     | Paul Ruiz       | CUB  | 18,86     |
| 4     | José de Souza   | BRA  | 17,16     |
| 5     | James Dedier    | TRI  | 16,57     |
| 6     | Samuel Crespo   | PUR  | 16,54     |
| 7     | Carlos Brynner  | ARG  | 14,03     |
| 8     | Jaime Comandari | ESA  | 13,79     |

### Diskuswurf
| Platz | Athlet         | Land | Weite (m) |
| ----- | -------------- | ---- | --------- |
| 1     | Luis Delís     | CUB  | 67,14     |
| 2     | Bradley Cooper | BAH  | 64,56     |
| 3     | Randy Heisler  | USA  | 62,76     |
| 4     | Juan Martínez  | CUB  | 62,56     |
| 5     | Art Burns      | USA  | 59,74     |
| 6     | Ray Lazdins    | CAN  | 58,96     |
| 7     | José de Souza  | BRA  | 57,24     |
| 8     | Carlos Brynner | ARG  | 54,44     |

### Hammerwurf
| Platz | Athlet              | Land | Weite (m) |
| ----- | ------------------- | ---- | --------- |
| 1     | Jud Logan           | USA  | 77,24     |
| 2     | Andrés Charadía     | ARG  | 69,36     |
| 3     | Vicente Sánchez     | CUB  | 66,02     |
| 4     | Pedro Rivail Atílio | BRA  | 62,10     |
| 5     | David Castrillón    | COL  | 60,78     |

Der US-Amerikaner Bill Green, der mit 76,30 m den zweiten Platz belegt hatte, wurde wegen einer positiven Dopingprobe disqualifiziert.

### Speerwurf
| Platz | Athlet                   | Land | Weite (m) |
| ----- | ------------------------ | ---- | --------- |
| 1     | Duncan Atwood            | USA  | 78,68     |
| 2     | Ramón González           | CUB  | 75,58     |
| 3     | Juan Gerardo de la Garza | MEX  | 73,76     |
| 4     | Mark Babich              | USA  | 73,54     |
| 5     | Mike Mahovlich           | CAN  | 69,70     |
| 6     | Luis Lucumí              | COL  | 68,06     |
| 7     | Trevor Modeste           | GRN  | 64,12     |

### Zehnkampf
| Platz | Athlet           | Land | Punkte |
| ----- | ---------------- | ---- | ------ |
| 1     | Mike Gonzales    | USA  | 7649   |
| 2     | Keith Robinson   | USA  | 7573   |
| 3     | Gordon Orlikow   | CAN  | 7441   |
| 4     | Santiago Mellado | ESA  | 6799   |
| 5     | Paul Hewlett     | IVB  | 6609   |
| 6     | George Biehl     | CHI  | 6361   |

## Frauen

### 100-Meter-Lauf
| Platz | Athletin          | Land | Zeit (s) |
| ----- | ----------------- | ---- | -------- |
| 1     | Gail Devers       | USA  | 11,14    |
| 2     | Diane Williams    | USA  | 11,25    |
| 3     | Pauline Davis     | BAH  | 11,47    |
| 4     | Liliana Allen     | CUB  | 11,51    |
| 5     | Eusebia Riquelme  | CUB  | 11,65    |
| 6     | Vivienne Spence   | JAM  | 11,73    |
| 7     | Angela Phipps     | CAN  | 11,82    |
| 8     | Molly Killingbeck | CAN  | 11,98    |

Wind: -2,0 m/s

### 200-Meter-Lauf
| Platz | Athletin          | Land | Zeit (s) |
| ----- | ----------------- | ---- | -------- |
| 1     | Gwen Torrence     | USA  | 22,52    |
| 2     | Randy Givens      | USA  | 22,71    |
| 3     | Pauline Davis     | BAH  | 22,99    |
| 4     | Angela Phipps     | CAN  | 23,22    |
| 5     | Vivienne Spence   | JAM  | 23,59    |
| 6     | Ester Petitón     | CUB  | 23,67    |
| 7     | Susana Armenteros | CUB  | 23,81    |
| 8     | Yolande Straughn  | BAR  | 24,16    |

Wind: 2,2 m/s

### 400-Meter-Lauf
| Platz | Athletin                  | Land | Zeit (s) |
| ----- | ------------------------- | ---- | -------- |
| 1     | Ana Fidelia Quirot        | CUB  | 50,27    |
| 2     | Jillian Richardson        | CAN  | 50,35    |
| 3     | Denean Howard             | USA  | 50,72    |
| 4     | Diane Dixon               | USA  | 50,79    |
| 5     | Maria Magnólia Figueiredo | BRA  | 51,93    |
| 6     | Norfalia Carabalí         | COL  | 52,13    |
| 7     | Marita Payne-Wiggins      | CAN  | 52,14    |
| 8     | Sandie Richards           | JAM  | 52,89    |

### 800-Meter-Lauf
| Platz | Athletin             | Land | Zeit (min) |
| ----- | -------------------- | ---- | ---------- |
| 1     | Ana Fidelia Quirot   | CUB  | 1:59,06    |
| 2     | Delisa Walton-Floyd  | USA  | 2:00,54    |
| 3     | Soraya Vieira Telles | BRA  | 2:00,56    |
| 4     | Essie Washington     | USA  | 2:04,66    |
| 5     | Angelita Lind        | PUR  | 2:04,83    |
| 6     | Renée Belanger       | CAN  | 2:07,54    |
| 7     | Jennifer Fisher      | BER  | 2:09,37    |
| 8     | Norfalia Carabalí    | COL  | 2:09,72    |

### 1500-Meter-Lauf
| Platz | Athletin             | Land | Zeit (min) |
| ----- | -------------------- | ---- | ---------- |
| 1     | Linda Sheskey        | USA  | 4:07,84    |
| 2     | Debbie Bowker        | CAN  | 4:08,43    |
| 3     | Brit McRoberts       | CAN  | 4:11,35    |
| 4     | Soraya Vieira Telles | BRA  | 4:14,64    |
| 5     | Diana Richburg       | USA  | 4:15,04    |
| 6     | Angelita Lind        | PUR  | 4:25,68    |
| 7     | Kriscia García       | ESA  | 4:34,29    |
| 8     | Natividad Fernández  | PAR  | 4:41,50    |

### 3000-Meter-Lauf
| Platz | Athletin            | Land | Zeit (min) |
| ----- | ------------------- | ---- | ---------- |
| 1     | Mary Knisely        | USA  | 9:06,75    |
| 2     | Angela Chalmers     | CAN  | 9:14,48    |
| 3     | Leslie Seymour      | USA  | 9:19,26    |
| 4     | Susan Lee           | CAN  | 9:21,91    |
| 5     | Carmem de Oliveira  | BRA  | 9:22,62    |
| 6     | Michelle Bush       | CAY  | 9:35,52    |
| 7     | Mónica Regonessi    | CHI  | 9:50,08    |
| 8     | María Isabel Juarez | MEX  | 9:55,58    |

### 10.000-Meter-Lauf
| Platz | Athletin           | Land | Zeit (min) |
| ----- | ------------------ | ---- | ---------- |
| 1     | Marty Cooksey      | USA  | 33:00,00   |
| 2     | Nancy Tinari       | CAN  | 33:02,51   |
| 3     | Patty Murray       | USA  | 33:38,12   |
| 4     | Mónica Regonessi   | CHI  | 33:48,67   |
| 5     | Carmem de Oliveira | BRA  | 34:24,63   |
| 6     | Michelle Bush      | CAY  | 34:41,67   |
| 7     | Teresa Paucar      | ECU  | 35:21,71   |
| 8     | María Luisa Servín | MEX  | 36:19,56   |

### Marathon
| Platz | Athletin                  | Land | Zeit (h) |
| ----- | ------------------------- | ---- | -------- |
| 1     | María del Carmen Cárdenas | MEX  | 2:52:06  |
| 2     | Debbie Warner             | USA  | 2:54:49  |
| 3     | Maribel Durruty           | CUB  | 2:56:21  |
| 4     | Kathy Molitor             | USA  | 2:59:58  |
| 5     | Ena Guevara               | PER  | 3:01:04  |
| 6     | Nelly Chávez              | BOL  | 3:02:48  |
| 7     | Margarita Galicia         | MEX  | 3:03:01  |

### 10.000 m Gehen
| Platz | Athletin           | Land | Zeit (min) |
| ----- | ------------------ | ---- | ---------- |
| 1     | María Colín        | MEX  | 47:17,15   |
| 2     | Ann Peel           | CAN  | 47:17,97   |
| 3     | Maryanne Torrellas | USA  | 47:35,13   |
| 4     | Lynn Weik          | USA  | 48:12      |

### 100-Meter-Hürdenlauf
| Platz | Athletin            | Land | Zeit (s) |
| ----- | ------------------- | ---- | -------- |
| 1     | LaVonna Martin      | USA  | 12,81    |
| 2     | Stephanie Hightower | USA  | 12,82    |
| 3     | Aliuska López       | CUB  | 12,91    |
| 4     | Nancy Vallecilla    | ECU  | 13,20    |
| 5     | Odalys Adams        | CUB  | 13,33    |
| 6     | Karen Nelson        | CAN  | 13,38    |

Wind: 1,8 m/s

### 400-Meter-Hürdenlauf
| Platz | Athletin          | Land | Zeit (s) |
| ----- | ----------------- | ---- | -------- |
| 1     | Judi Brown-King   | USA  | 54,23    |
| 2     | Sandra Farmer     | JAM  | 54,59    |
| 3     | LaTanya Sheffield | USA  | 56,15    |
| 4     | Tania Fernández   | CUB  | 56,33    |
| 5     | Liliana Chalá     | ECU  | 57,13    |
| 6     | Odalys Hernández  | CUB  | 57,41    |
| 7     | Dana Wright       | CAN  | 57,50    |
| 8     | Gwen Wall         | CAN  | 58,82    |

### 4-mal-100-Meter-Staffel
| Platz | Land                     | Athletinnen                                                        | Zeit (s) |
| ----- | ------------------------ | ------------------------------------------------------------------ | -------- |
| 1     | Vereinigte Staaten       | Gail Devers Michelle Finn Gwen Torrence Sheila Echols              | 42,91    |
| 2     | Kuba                     | Susana Armenteros Eusebia Riquelme Liliana Allen Aliuska López     | 44,16    |
| 3     | Brasilien                | Claudilea dos Santos Cleide Amaral Inês Ribeiro Sheila De Oliveira | 45,37    |
| 4     | Kolumbien                |                                                                    | 45,94    |
| 5     | Mexiko                   |                                                                    | 46,29    |
| 6     | Amerikan. Jungferninseln |                                                                    | 48,08    |

### 4-mal-400-Meter-Staffel
| Platz | Land               | Athletinnen                                                                | Zeit (min) |
| ----- | ------------------ | -------------------------------------------------------------------------- | ---------- |
| 1     | Vereinigte Staaten | Diane Dixon Rochelle Stevens Valerie Brisco Denean Howard                  | 3:23,35    |
| 2     | Kanada             | Jillian Richardson Marita Payne-Wiggins Charmaine Crooks Molly Killingbeck | 3:29,18    |
| 3     | Jamaika            | Sandie Richards Ilrey Oliver Vivienne Spence Cathy Rattray-Williams        | 3:29,50    |
| 4     | Kuba               |                                                                            | 3:29,70    |
| 5     | Ecuador            |                                                                            | 3:49,74    |
| 6     | Uruguay            |                                                                            | 3:53,76    |

### Hochsprung
| Platz | Athletin                | Land | (m)  |
| ----- | ----------------------- | ---- | ---- |
| 1     | Coleen Sommer           | USA  | 1,96 |
| 2     | Silvia Costa            | CUB  | 1,92 |
| 3     | Mazel Thomas            | JAM  | 1,88 |
| 4     | Orlane Maria dos Santos | BRA  | 1,88 |
| 5     | Phyllis Bluntson        | USA  | 1,84 |
| 6     | Cristina Fink-Sisniega  | MEX  | 1,70 |

### Weitsprung
| Platz | Athletin             | Land | Weite (m) |
| ----- | -------------------- | ---- | --------- |
| 1     | Jackie Joyner-Kersee | USA  | 7,45      |
| 2     | Jennifer Inniss      | USA  | 6,85      |
| 3     | Eloína Echevarría    | CUB  | 6,42      |
| 4     | Cynthia Henry        | JAM  | 6,38      |
| 5     | Madeline de Jesús    | PUR  | 6,28      |
| 6     | Glen Marie David     | ANT  | 5,60      |

### Kugelstoßen
| Platz | Athletin             | Land | Weite (m) |
| ----- | -------------------- | ---- | --------- |
| 1     | Ramona Pagel         | USA  | 18,56     |
| 2     | María Elena Sarría   | CUB  | 18,12     |
| 3     | Belsy Laza           | CUB  | 18,06     |
| 4     | Deborah Saint Phard  | HAI  | 16,58     |
| 5     | Pam Dukes            | USA  | 16,47     |
| 6     | Melody Torcolacci    | CAN  | 15,53     |
| 7     | María Isabel Urrutia | COL  | 14,47     |

### Diskuswurf
| Platz | Athletin             | Land | Weite (m) |
| ----- | -------------------- | ---- | --------- |
| 1     | Maritza Martén       | CUB  | 65,58     |
| 2     | Hilda Ramos          | CUB  | 61,34     |
| 3     | Connie Price         | USA  | 59,52     |
| 4     | María Isabel Urrutia | COL  | 57,08     |
| 5     | Kelly Landry         | USA  | 53,68     |
| 6     | Luz María Quiñonez   | ECU  | 41,92     |
| 7     | Elvira Yufra         | PER  | 41,72     |

### Speerwurf
| Platz | Athletin            | Land | Weite (m) |
| ----- | ------------------- | ---- | --------- |
| 1     | Ivonne Leal         | CUB  | 63,70     |
| 2     | María Caridad Colón | CUB  | 61,66     |
| 3     | Marieta Riera       | VEN  | 57,10     |
| 4     | Sueli dos Santos    | BRA  | 57,02     |
| 5     | Laverne Eve         | BAH  | 55,70     |
| 6     | Lynda Sutfin        | USA  | 54,64     |
| 7     | Cathie Wilson       | USA  | 52,74     |
| 8     | Céline Chartrand    | CAN  | 52,60     |

### Siebenkampf
| Platz | Athletin            | Land | Punkte |
| ----- | ------------------- | ---- | ------ |
| 1     | Cindy Greiner       | USA  | 6184   |
| 2     | Connie Polman-Tuin  | CAN  | 5862   |
| 3     | Jolanda Jones       | USA  | 5823   |
| 4     | Linda Spenst        | CAN  | 5688   |
| 5     | Hildelisa Despaigne | CUB  | 5371   |
| 6     | Carmen Bezanilla    | CHI  | 5237   |